# Langes Elsenfließ und Wegendorfer Mühlenfließ
Das Naturschutzgebiet Langes Elsenfließ und Wegendorfer Mühlenfließ liegt auf dem Gebiet der Stadt Altlandsberg im Landkreis Märkisch-Oderland in Brandenburg.
Das rund 205 ha große Gebiet mit der Kenn-Nummer 1533 wurde mit Verordnung vom 26. Juni 2003 unter Naturschutz gestellt. Das Naturschutzgebiet erstreckt sich nördlich der Kernstadt Altlandsberg. Durch das Gebiet hindurch verläuft die Landesstraße L 30, nordöstlich verläuft die L 235 und südwestlich die A 10.